# Malta Story
Malta Story je britanski crno-bijeli ratni film u režiji Briana Desmonda Hursta iz 1953. godine. Fokusira se na prikaz obrane Malte za vrijeme Drugog svjetskog rata. U glavnim ulogama su: Alec Guinness, Jack Hawkins i Anthony Steel. 

## Sadržaj
Godine 1942. za vrijeme Drugog svjetskog rata traju borbe njemačkih i britanskih jedinica za strateški važan otok Maltu. Britanci brane otok, koji im služi kao važna baza. Član britanskih Kraljevskih zračnih snaga Peter Ross, nalazi se na dijelu otoka pod neprijateljskim nadzorom i zaljubljuje se u lokalnu djevojku Mariju, čiji je brat na strani fašista.
Peter i Maria provode romantične trenutke na mjestu arheoloških znamenitosti Mnajdra i Ħaġar Qim i razmišljaju o zajedničkom životu. Peter je arheolog po struci. Nakon žestokih borbi, Britanci pobjeđuju Nijemce, ali Peter pogiba, dok Maria sjedi na plaži i razmišlja o njemu.

## Glavne uloge
- Alec Guinness kao Peter Ross
- Muriel Pavlow kao Maria Gonzar
- Nigel Stock kao Giuseppe Gonzar
- Jack Hawkins kao Frank
- Anthony Steel kao Bartlett